# Fortune (magazine)
Pour les articles homonymes, voir Fortune.
Fortune est un magazine américain consacré à l'économie, le deuxième plus ancien en Amérique du Nord après Forbes (1917). Il a été créé par Henry Luce en 1930 et la formule établie par Ralph Ingersoll. Ses publications regroupaient les magazines Time, Life, Fortune, et Sports Illustrated. Elles prirent une expansion telle qu'elles formèrent le plus grand conglomérat médiatique du monde, la société Time Warner (avant son acquisition par AOL en 2000).

## Histoire et organisation
Fortune fut créé par le cofondateur du magazine Time, Henry Luce, en février 1930, quatre mois après le crash de Wall Street en 1929 qui marquait le début de la Grande Dépression. Briton Hadden, le partenaire du Time avec Henry Luce, n'était pas très enthousiaste à propos de cette idée, mais Luce passa à l'action lorsque Hadden mourut le 15 octobre 1929, du streptocoque. 
Luce adressa une note au conseil d'administration de la société Time en novembre 1929 : « Nous ne serons pas ultra-optimistes. Nous devons reconnaître que la dégringolade financière durera pendant encore au moins une année entière ».  
Les exemplaires de la toute première édition du magazine Fortune coûtaient 1 dollar américain à l'époque alors que l'édition dominicale du New York Times coûtait seulement 5 sous. À une époque où les publications du monde des affaires n'étaient guère plus que des chiffres et des statistiques publiés en noir et blanc, Fortune était d'une taille démesurée (11 × 14 pouces), utilisait un papier de couleur crème très lourd, et se démarquait par sa jolie page de couverture illustrée par un procédé spécial. Fortune était aussi connu pour la qualité de ses illustrations, se démarquant notamment par le travail de Margaret Bourke-White et d'autres photographes très réputés tels que Walker Evans, qui travailla comme directeur du service photo pour le magazine Fortune entre 1945-1965.
Une légende urbaine veut que le directeur artistique de l'époque, T. M. Clelland, recouvrit la page de couverture de la toute première édition de la marque du prix de 1$ parce que personne n'avait jusque-là décidé du prix de vente à fixer : le magazine fut publié et personne ne le remarqua. Lorsque les gens virent le magazine à vendre, ils croyaient, d'après le prix fixé et au regard des normes financières de l'époque, qu'il possédait un contenu incroyable et étoffé. En fait, ce sont 30 000 abonnés qui souscrivirent à l'abonnement du magazine et qui reçurent leur première édition de 184 pages. En 1937, le nombre d'abonnements ) dépassé les 460 000 inscriptions.
Durant la Grande Dépression, Fortune acquit une réputation d'organe de presse conscient des problèmes sociaux, notamment par les illustrations couleurs de Walker Evans et Margaret Bourke-White, ainsi que par une équipe de rédacteurs qui comprenait des auteurs de renom tels que James Agee, Archibald MacLeish, John Kenneth Galbraith et Alfred Kazin, engagés spécialement pour leurs talents d'écrivain.  
Fortune devint un important pilier de l'empire médiatique créé par Henry Luces et contribua à son expansion jusqu'à son statut ultime de conglomérat médiatique devenu la Société Time Warner. Durant plusieurs années, Fortune fut publié mensuellement, mais depuis septembre 2005, il est publié deux fois par mois. Il traite de tous les domaines concernant le monde des affaires, y compris les gens d'affaires, les tendances financières, les compagnies et les idées qui caractérisent le monde des affaires contemporain. 
Ses principaux concurrents sont le Forbes et le magazine Business Week. Alors que la consultation des magazines spécialisés dans le secteur des affaires semble diminuer depuis l'an 2000, Fortune affirme que ses ventes de magazine sont passées de 833 000 à 857 000 exemplaires durant la même période. 
Les thèmes pour lesquels Fortune est reconnu sont ses classements des compagnies d'affaires selon différents critères de recherche et ses publications sur le secteur des ressources humaines. Par exemple, citons leur « Liste des 100 lieux de travail les plus convoités par les employés aux États-Unis ». Leurs classements les plus célèbres sont ceux qui classent les sociétés par leurs revenus bruts et leur profil d'affaires par secteur :
- Fortune 500 ;
- Fortune 1000 ;
- Fortune Global 500.

En août 2006, CNNMoney publiait un article du magazine Fortune qui recommandait des livres et des sites internet traitant des cinq plus grandes sociétés au monde classées par le magazine Fortune Global 500. À chaque site internet d'une société donnée, on jumela un site internet présentant un point de vue critique des activités de cette compagnie. Par exemple, les sites recommandés pour la Royal Dutch Shell, classée à la position numéro 3 dans la liste, étaient le portail de Shell ainsi que celui de la Royal Dutch Shell, royaldutchshellplc.com, qui met l'accent sur les aspects et allégations négatives du géant pétrolier. Ce procédé inédit était destiné au grand public, aux investisseurs et aux détenteurs de parts afin de contrebalancer leur vision de chaque société en prenant pour acquises les informations positives et négatives disponibles sur les sites internet recommandés.

## Anecdotes
- Enron fut désignée la « société américaine la plus innovatrice » pour la sixième année consécutive par le magazine Fortune en 2001.
- Fortune entreprend également chaque année un sondage pour répertorier les 100 lieux de travail les plus convoités par les employés aux États-Unis : le lauréat de 2006 fut la société Genentech, située dans la ville de South San Francisco.